# Nanisivik
Nanisivik je bývalá důlní osada na Baffinově ostrově. Nachází se asi 20 km východně od osady Arctic Bay.

## Těžba
Místní doly představovaly prakticky jediný druh obživy pro zdejší obyvatele, těžilo se zde olovo a zinek. V roce 2002 zde však byla zastavena veškerá těžba. Důvodem bylo veliké znečištění prostředí, v důsledku čehož byla obec vylidněna, a poté byly postupně zbourány všechny domy a infrastruktura.

## Obyvatelstvo
V roce 2001 zde žilo 77 stálých obyvatel. Po zastavení těžby byla obec vysídlena a většina obyvatel se přestěhovala do nedalekého Arctic Bay. V současnosti je tato obec neobydlená.

## Budoucnost
V roce 2007 kanadská vláda rozhodla, že by se zde, díky strategické poloze této oblasti, měl okolo roku 2010 začít budovat přístav pro kanadskou armádu.